# قرنيات رهيبة
القرنيات الرهيبة (الاسم العلمي: Dinocerata)، (من اليونانية δεινός (deinós) = «الرهيبة»، و κέρας (kéras) = «القرن»)، وهي رتبة من الثدييات العاشبة منقرضة، تمتلك حوافر ولها قرون وأَنْياب بارزة.